# Ana Pérez Box
Ana Isabel Pérez Box (Alicante, 29 de diciembre de 1995) es una deportista española que compite en judo.
Ganó una medalla de plata en el Campeonato Mundial de Judo de 2021, en la categoría de –52 kg. Participó en los Juegos Olímpicos de Tokio 2020, ocupando el 17º lugar en la misma categoría.

## Palmarés internacional
| Campeonato Mundial | Campeonato Mundial | Campeonato Mundial | Campeonato Mundial |
| Año                | Lugar              | Medalla            | Categoría          |
| ------------------ | ------------------ | ------------------ | ------------------ |
| 2021               | Budapest (Hungría) | Medalla de plata   | –52 kg             |